# 訃報 2004年
訃報 2004年（ふほう 2004ねん）は、2004年（平成16年）中に物故した人物をまとめたものである。詳細は月別訃報記事を参照のこと。

## 月別の訃報記事一覧
- 訃報 2004年1月
- 訃報 2004年2月
- 訃報 2004年3月
- 訃報 2004年4月
- 訃報 2004年5月
- 訃報 2004年6月
- 訃報 2004年7月
- 訃報 2004年8月
- 訃報 2004年9月
- 訃報 2004年10月
- 訃報 2004年11月
- 訃報 2004年12月

## 関連書籍
- 『現代物故者事典（2003 - 2005）』日外アソシエーツ、2006年3月。ISBN 978-4-8169-1969-5。